# 큐빗토렌트
큐빗토렌트(영어: qBittorrent)는 프로그래머인 크리스토프 두메즈가 개발한 비트토렌트 클라이언트 소프트웨어이다.

## 같이 보기
- 자유-오픈 소스 소프트웨어 패키지 목록